# Шабалін Володимир Гнатович
Шабалін Володимир Гнатович (1 січня 1925 — 22 вересня 1943) — учасник Радянсько-німецької війни, стрілець взводу пішої розвідки 212-го гвардійського стрілецького полку  75-ї Бахмацької двічі Червонозоряної ордена Суворова гвардійської стрілецької дивізії 30-го стрілецького корпусу 60-ї Армії Центрального фронту. Герой Радянського Союзу (17.10.1943), гвардії молодший сержант.

## Біографія
Народився 1 січня 1925 року у м. Канськ Красноярського краю, РРФСР. Закінчив 7 класів школи № 2, в 1941 році поступив в залізничне училище міста Іланський. Працював помічником машиніста паровозу.
В армію був призваний у 1943 році. Пройшов військову підготовку в навчальному полку в місті Ачинськ. З вересня 1943 року стрілець взводу пішої розвідки 212-го гвардійського стрілецького полку  75-ї Бахмацької двічі Червонозоряної ордена Суворова гвардійської стрілецької дивізії.
Особливо відзначився при форсуванні ріки Дніпро на північ від Києва у вересні 1943 року. В ніч з 21 на 22 вересня 1943 року у складі взводу розвідки гвардії лейтенанта  Полякова В. Х. переправився через Дніпро в районі сіл Глібівка і Казаровичі Вишгородського району Київської області. Розвідка здобула цінні відомості про розташування німців у місці, де мала форсувати Дніпро 75-та гвардійська стрілецька дивізія (СРСР). Біля села Казаровичі взвод розвідки вступив у нерівний бій з фашистами. Молодший сержант Шабалін В. Г. показав зразок мужності і відваги, загинув смертю хоробрих.
Указом Президії Верховної Ради СРСР від 17 жовтня 1943 року за мужність і героїзм проявлені при форсуванні Дніпра і утриманні плацдарму гвардії молодшому сержанту Шабаліну Володимиру Гнатовичу присвоєне звання Героя Радянського Союзу (посмертно).
Похований у селі Семиполки Київської області.

## Нагороди
- медаль «Золота Зірка» №---- (17 жовтня 1943)
- Орден Леніна

## Пам'ять
- На батьківщині Шабаліна В. Г. у місті Канську встановлені бюст Героя і меморіальна дошка.
- Ім'ям В. Г. Шабаліна названа одна з вулиць Канська.